# نیروی دریایی پرو
نیروی دریایی پرو (اسپانیایی: Marina de Guerra del Perú‎) نیروی دریایی زیرمجموعه نیروهای مسلح پرو است، که در سال ۱۸۲۱ تأسیس شد.